# توم تشيرشل
توم تشيرشل (بالإنجليزية: Tom Churchill)‏ هو مقدم برامج إذاعية أمريكي، ولد في 4 مارس 1961.